# Cost de vida
El cost de vida és un terme macroeconòmic que fa referència al cost mitjà de despeses en consum d'una llar o família en un lloc determinat. Aquest valor no es pot calcular només amb els índexs que mesuren la inflació, com l'índex de preus al consum. Tampoc no té en compte els ingressos d'aquesta llar, per això en alguns països, com per exemple a Espanya, hom prefereix parlar del poder adquisitiu de la llar o família, que és més alt com més elevada sigui la relació entre salari i els costos d'habitatge, transport, alimentació, etc.
El cost de vida permet comparar l'economia de diferents països o regions. Per exemple, el valor d'un euro és molt menor a Europa que als països del tercer món, que tenen un cost de vida molt menor. En general, els països del primer món tenen un cost de vida major que els del segon món, i aquest un de major que els del tercer món. No és tanmateix un signe de major desenvolupament econòmic. Per exemple, Alemanya i França són dos països a priori semblants quant a macroeconomia, però el cost de vida del primer en 2008 era de l'ordre d'un 30% més barat que el del segon.